# زبان‌های اسکیمو-آلیوت
زبان‌های اسکیمو-آلیوت (‎/ˌæliˈjuːt/‎) یکی از خانواده‌های زبانی است که توسط اسکیموها به آن تکلم می‌شود. بیشتر زبان‌های این خانواده در معرض خطر نابودی قرار دارند.

## پراکندگی جغرافیایی
زبان‌های این خانواده که توسط اسکیموها بکار می‌روند در مناطق شمال کانادا، آلاسکا، شبه‌جزیره چوکچی، سیبری و گرینلند پراکنده‌اند. برخی از این زبان‌ها بیش از چند ده گویشور ندارند و برخی دیگر شمار گویشورانشان بیشتر است. این زبان‌ها در همسایگی زبان‌های بومی آمریکا، زبان انگلیسی رایج در کانادا و آلاسکا، زبان روسی و زبان دانمارکی قرار داشته و تأثیراتی از این زبان‌ها به ویژه از نظر وام‌واژه پذیرفته‌اند.

## شاخه‌های زبانی
این خانواده زبانی به دو دسته زبان‌های اسکیمو و زبان آلیوت تقسیم‌بندی می‌شوند. این دو گروه با یکدیگر هم‌ریشه هستند اما ساختارهای متفاوت آن‌ها را در دو دسته مجزا قرار داده‌است.
- زبان آلیوت: زبانی‌ست که توسط اسکیموها بدان تکلم شده و یک زبان بیشتر نیست و از تعدادی گویش مجزا تشکیل شده‌است. این زبان دو گویش عمده شرقی و غربی دارد و شمار گویشورانش بیش از ۵۰۰ تن نیست. این گویش‌ها در دوسوی تنگه برینگ قرار گرفته و در آلاسکا و کامچاتکای روسیه به آن‌ها تکلم می‌شود.[۲]
- زبان‌های اسکیمویی: زبان‌های اسکیمویی نیز دسته‌بندی‌های خود را دارند. زبان‌های این شاخه به دو دسته عمده زبان‌های یوپیک و اینوئیت تقسیم‌بندی شده‌اند. گاهی مجموعه زبان‌های اسکیمویی را یوپیک-اینوئیت نیز می‌گویند.

زبان‌های یوپیک: از چهار زیرمجموعه تشکیل شده و بیش از ده‌هزار تن گویشور دارد. این زبان‌ها یشتر در آلاسکا رایج هستند.
زبان‌های اینوئیت:
زبان اینوپیات: در منطقه آلاسکا قریب به ۳٬۵۰۰ تن گویشور دارد.
زبان اینوویالوکتون در کشور کانادا ۷۶۵ نفر به آن سخن می‌گویند.
اینوکتیتوت: از پر گویشور ترین زبان‌های این مجموعه است و بیش از ۴۰٬۰۰۰ نفر در کانادا به آن سخن می‌گویند. این گویش به دو لهجه مجزا تقسیم می‌شود.
زبان گرینلندی: مهم‌ترین زبان این مجموعه است و بیش از ۵۴٬۰۰۰ نفر در گرینلند و دانمارک به آن سخن می‌گویند. این زبان تنها زبان آلوت-اسکیمویی است که جایگاه زبان رسمی را دارد. زبان گرینلندی با خطی برگرفته از الفبای لاتین نوشته می‌شود.

## جایگاه در میان خانواده‌های زبانی جهان
این خانواده زبانی مجزا بوده و مانند سایر خانواده‌ها ارتباط ریشه‌ای با سایرین ندارد. با این‌حال پژوهش‌های زیادی دربارهٔ این مجموعه انجام شده که در مهم‌ترین آن‌ها یک زبان‌شناس دانمارکی بنام راسموس راسک این نظر را مطرح نمود که زبان‌های این خانواده با زبان فنلاندی مشابهت‌های زیادی دارند. در سال ۲۰۰۲ نیز جوزف گرینبرگ این زبان‌ها را در مجموعه زبان‌های اوراسیایی پیشنهاد کرد.

## ویژگی‌های دستوری
زبان‌های این خانواده از ویژگی دستوری یکسانی پیروی می‌کنند. این زبان‌ها همگی پیوندی هستند. به این معنی که در زبان‌ها اسکیمو آلوت همه کلمات یک ریشه به صورت تکواژ وابسته در آغاز داشته و برای تغییر معانی اعم از ساخت فعل، صفت و سایر حالات اسمی به آن وند اضافه می‌شود.